# Bathyphantes keeni
Bathyphantes keeni é uma espécie de aranhas da família Linyphiidae encontradas nos Estados Unidos e no Canadá.